# Ploceidae

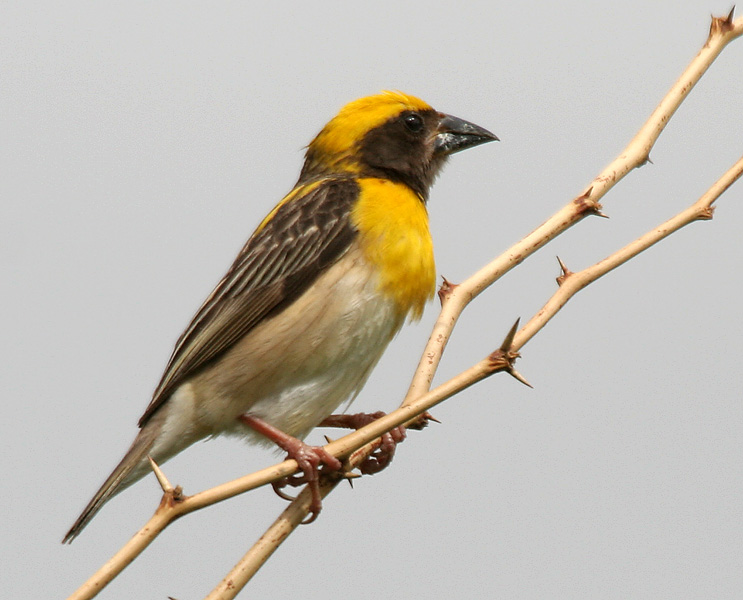
Ploceus philippinus.

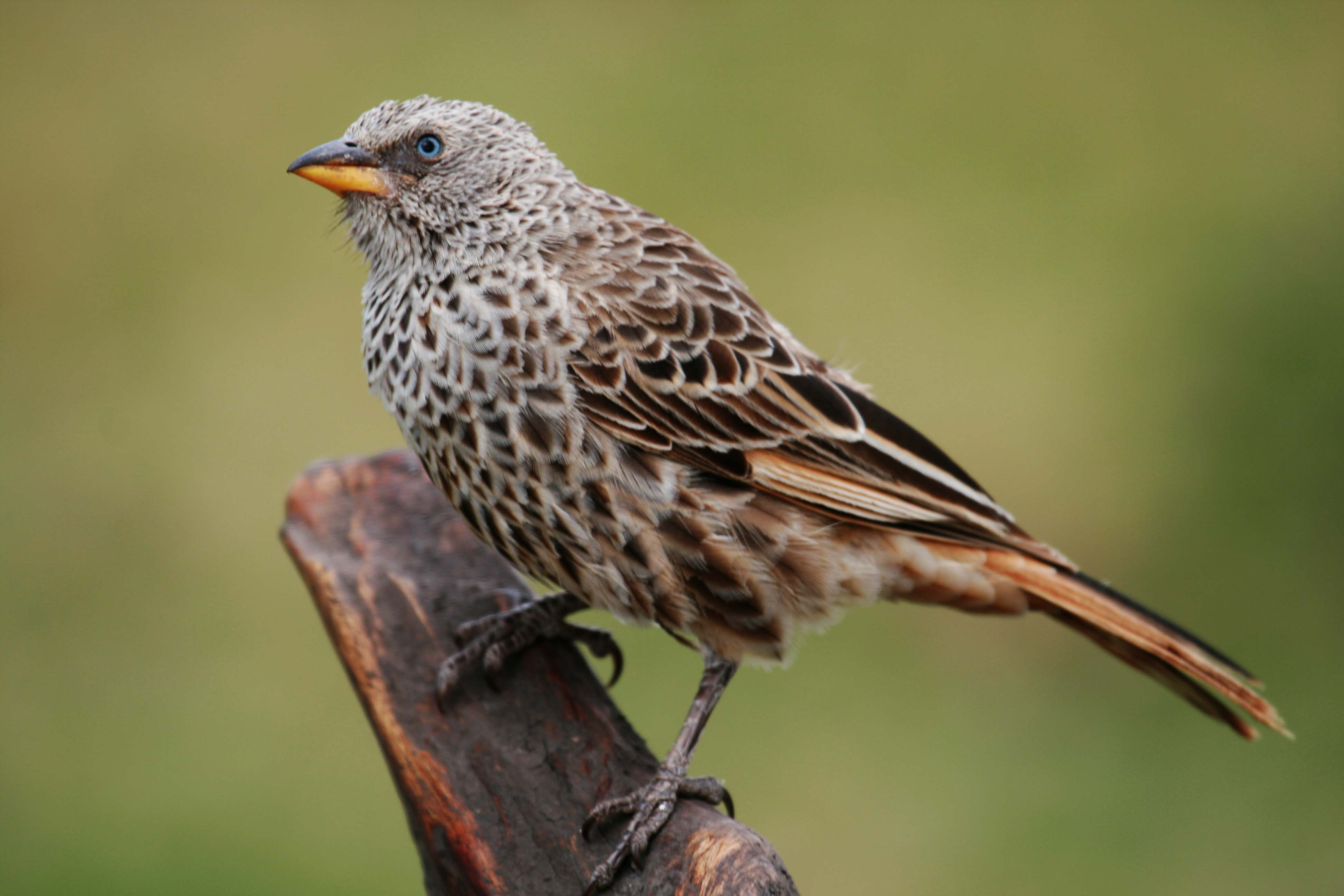

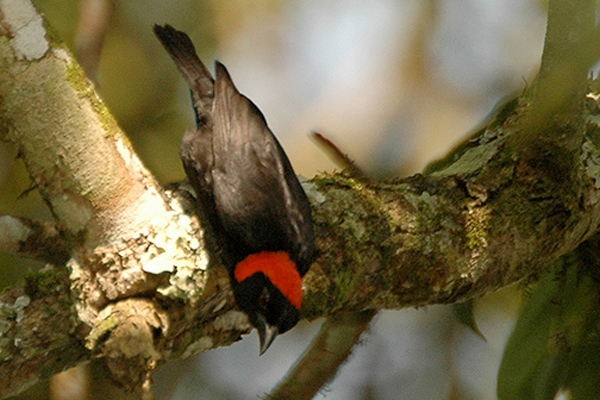

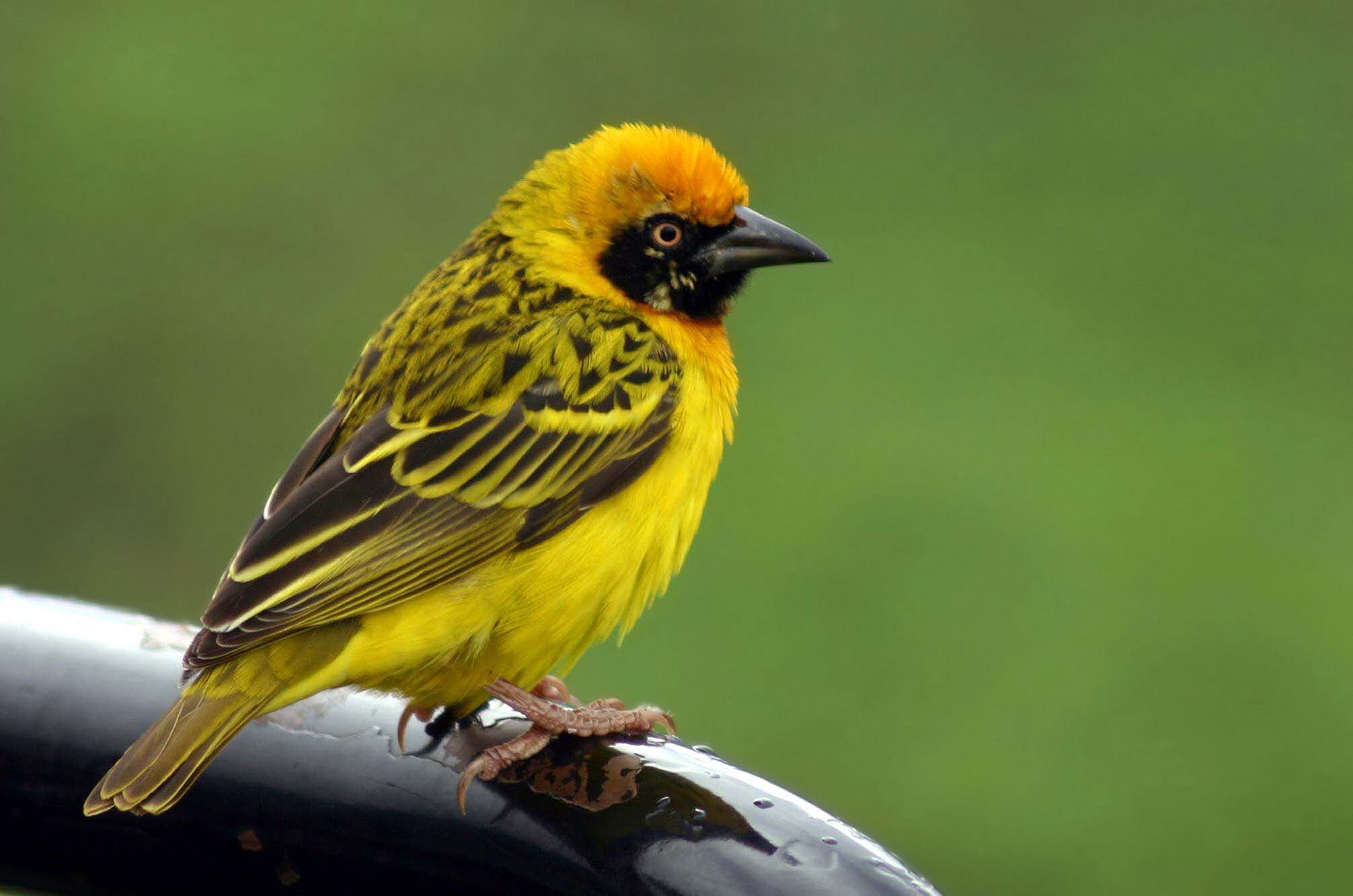

Ploceidae é uma família de aves passeriformes (por vezes incluída na família Passeridae). O grupo inclui os tecelões e bispos.

## Lista de espécies em ordem taxonômica
- Gênero Bubalornis
  - Tecelão-do-bico-branco, Bubalornis albirostris
  - Bubalornis niger

- Gênero Dinemellia
  - Tecelão-de-cabeça-branca, Dinemellia dinemelli

- Gênero Sporopipes
  - Sporopipes frontalis
  - Sporopipes squamifrons

- Gênero Plocepasser
  - Plocepasser mahali
  - Plocepasser superciliosus
  - Plocepasser rufoscapulatus
  - Plocepasser donaldsoni

- Gênero Histurgops
  - Histurgops ruficauda

- Gênero Pseudonigrita
  - Pseudonigrita arnaudi
  - Pseudonigrita cabanisi

- Gênero Philetairus
  - Philetairus socius

- Gênero Ploceus (60 espécies)

- Gênero Pachyphantes
  - Pachyphantes superciliosus

- Gênero Malimbus
  - Malimbus coronatus
  - Malimbus cassini
  - Malimbus ballmanni
  - Malimbus racheliae
  - Malimbus scutatus
  - Malimbus ibadanensis
  - Malimbus erythrogaster
  - Malimbus nitens
  - Malimbus malimbicus
  - Malimbus rubricollis

- Gênero Anaplectes
  - Anaplectes rubriceps

- Gênero Brachycope
  - Brachycope anomala

- Gênero Quelea
  - Quelea cardinalis
  - Quelea erythrops
  - Quelea quelea

- Gênero Foudia
  - Foudia madagascariensis
  - Foudia eminentissima
  - Foudia omissa
  - Foudia rubra
  - Foudia sechellarum
  - Foudia flavicans

- Gênero Euplectes
  - Cardeal-tecelão-amarelo, Euplectes afer
  - Bispo-cor-de-fogo, Euplectes diadematus
  - Bispo-negro, Euplectes gierowii
  - Bispo-de-coroa-vermelha, Euplectes hordeaceus
  - Bispo-laranja, Euplectes franciscanus
  - Cardeal-tecelão-vermelho, Euplectes orix
  - Bispo-de-zanzibar, Euplectes nigroventris
  - Bispo-de-costa-amarela, Euplectes aureus
  - Cardeal-tecelão-de-rabadilha-amarela, Euplectes capensis
  - Viúva-de-espáduas-vermelhas, Euplectes axillaris
  - Viúva-de-manto-amarelo, Euplectes macroura
  - Viúva-de-asa-branca, Euplectes albonotatus
  - Viúva-de-colar-vermelho, Euplectes ardens
  - Viúva-do-brejo, Euplectes hartlaubi
  - Viúva-da-espádua-amarela, Euplectes psammocromius
  - Viúva-rabilonga, Euplectes progne
  - Euplectes jacksoni

- Gênero Amblyospiza
  - Amblyospiza albifrons